# Xã Port Emma, Quận Dickey, Bắc Dakota
Xã Port Emma (tiếng Anh: Port Emma Township) là một xã thuộc quận Dickey, tiểu bang Bắc Dakota, Hoa Kỳ. Năm 2010, dân số của xã này là 35 người.